# Gräsgården
Gräsgården är en sjö i Leksands kommun i Dalarna och ingår i Dalälvens huvudavrinningsområde.